# Centro de Instrucción Comercial (Huelva)
El Centro de Instrucción Comercial, también conocido como El Comercial, es un edificio de carácter histórico situado en el centro de la ciudad española de Huelva, en la provincia homónima, Dicho edificio se encuentra inscrito en el Catálogo de edificios, elementos y espacios urbanos de valores singulares del Plan especial del Casco Histórico del Ayuntamiento de Huelva.

## Historia
Se empieza a construir en 1921, durante el mandado del presidente José de la Corte Gutiérrez, alcalde accidental de Huelva tras la muerte de Antonio Mora Claros. El edificio es diseñado por el arquitecto José María Pérez Carasa, y su inauguración tiene lugar el 1 de enero de 1923, resultando todo un acontecimiento en la ciudad.
Se proyecta como una edificación de dos plantas y torreón con fachada a dos calles, Sagasta -posteriormente General Mola, Marina y actualmente Jesús Nazareno- y Béjar. La fachada es ecléctica, combinando elementos mudéjares, renacentistas y barrocos. En los capiteles de las columnas del mármol que soportan los arcos de medio punto de la balconada de la primera planta se pueden apreciar las iniciales del Centro de Instrucción Comercial (CIC). Según la prensa de la época, la construcción del edificio tuvo un coste de 500.000 pesetas.
La existencia de esta sociedad cultural y recreativa tiene su origen el 11 de noviembre de 1888, fecha elegida para constituirse oficialmente y nombrar a la Junta Directiva de la nueva sociedad que con el título de Círculo Industrial se ha de establecer en un local, reformado convenientemente de la calle Marina de Huelva. La entidad cuenta en el momento de la constitución con doscientos sesenta y dos socios inscritos y la presidencia de la misma recayó en Francisco López Gavidia.
En 1926 el presidente de la entidad es Juan José Mora Doblado, médico y alcalde de Huelva en la etapa del 24 de octubre de 1910 al 13 de diciembre de 1911.
El torero onubense Manuel Báez Gómez "Litri", es corneado por un astado de nombre Extremeño, en la plaza de toros de Málaga el 11 de febrero de 1926 y fallece el 18 de febrero. A su llegada a Huelva el Centro de Instrucción Comercial acoge la capilla ardiente.
El 26 de enero de 1941 se celebra Junta General Ordinaria de esta sociedad, acordándose por aclamación la reelección de la directiva, presidida por José de la Corte Gutiérrez, actuando de secretario el señor García Prieto.
En mayo de 1961 es elegido presidente de la entidad el industrial del comercio Miguel Raya Romero.
Dado el inconformismo de sus rectores de ser un mero círculo recreativo, en la década de los años 60, se crean unos ciclos culturales llamados "Los viernes del Comercial". Una tribuna abierta al mundo de los negocios, las artes y las letras, la industria y el comercio, para encauzar y hacer notar la presencia física de esta al ritmo del progreso de nuestra provincia, y que en definitiva redundara para el mayor auge de esta entidad entrañablemente onubensista.
El 27 de enero de 1963 se celebra Junta General Ordinaria de esta sociedad, acordándose por aclamación la reelección del presidente Miguel Raya, quedando la junta directiva constituida por Alonso Bobo García, vicepresidente; Rafael García Castillo, secretario; José García Pons, vicesecretario; Manuel Ruiz Benítez, tesorero; Francisco Borrero Morales, contador y Enrique Romero Rodríguez, Eleuterio Gómez Pérez, José Morera Fernández y Francisco Campos Martagón, vocales.
Actualmente el edificio alberga el salón de exposiciones de la fundación Cajasol.